# آنا باولا كونلي
آنا باولا كونلي (بالبرتغالية: Ana Paula Henkel‏) (13 فبراير 1972 في البرازيل - ) هي لاعب كرة طائرة شاطئية ولاعبة كرة طائرة برازيلية. شاركت في الألعاب الأولمبية الصيفية 1992 والألعاب الأولمبية الصيفية 1996.

## وصلات خارجية
- آنا باولا كونلي على موقع الاتحاد الدولي beach volleyball database (الإنجليزية)
- آنا باولا كونلي على موقع قاعدة بيانات الكرة الطائرة الشاطئية (الإنجليزية)
- آنا باولا كونلي على موقع اللجنة الأولمبية الدولية (الإنجليزية)
- آنا باولا كونلي على موقع أوليمبيديا (الإنجليزية)